# Rheinhof

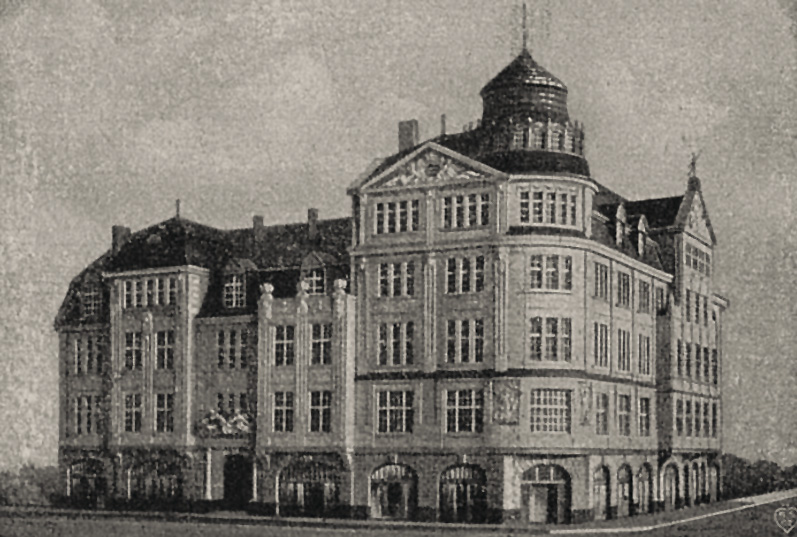
Rheinhof, Architekturzeichnung, 1907

Rheinhof war der Name eines Büro- und Geschäftshauses an der Ecke Breite Straße 20, Benrather Straße 29, in Düsseldorf.

## Geschichte, Beschreibung
Das Büro- und Geschäftshaus entstand bis 1907 im Zuge der Konversion des innenstädtischen Kasernenviertels als drei- bis fünfgeschossiger Eckbau einer geschlossenen Blockrandbebauung. Errichtet in Formen der Reformarchitektur und des Neoklassizismus durch das Berliner Bauunternehmen Boswau & Knauer, reflektierte seine Nutzung die gestiegene zentralörtliche Bedeutung, die Düsseldorf als „Schreibtisch des Ruhrgebiets“ bis zur Jahrhundertwende erlangt hatte. Neben damals modernsten Infrastrukturen – Zentralheizung, Ventilation, elektrische Beleuchtung, zwei Aufzüge, Briefkästen „nach amerikanischem System“ sowie Telefon- und Klingelanlagen – verfügte der Bau im Erdgeschoss über einen 300 Personen fassenden Saal für mehrmals wöchentlich stattfindende Versammlungen der Börse Düsseldorf. Der Saal war mit einem Restaurant verbunden und konnte auch für Privatveranstaltungen und für Konzerte genutzt werden. Des Weiteren lagen im Erdgeschoss mehrere Ladenlokale mit hinteren Büroräumen. Die architektonisch und bauplastisch betonten Haupteingänge an jeder der beiden mit Giebeln und Erkern gegliederten Straßenfassaden waren Zugänge zu geräumigen Treppenhäusern, die mit dreiarmigen Treppen die Büroflächen in den Obergeschossen erschlossen. Die abgerundete Ecke des Gebäudes betonte eine Turmhaube, die den Höhepunkt einer abwechslungsreichen Dachlandschaft und Gebäudesilhouette bildete.
Das Gebäude wurde bei einem der Luftangriffe auf Düsseldorf im Zweiten Weltkrieg zerstört. An seiner Stelle entstand ein Büroneubau im Stil der Nachkriegsmoderne, der 2017 dem Büroprojekt Kö-Quartier wich, das bis 2020 nach Plänen des Architekturbüros von Caspar Schmitz-Morkramer verwirklicht wurde.